# Lennart Skoglund
Karl Lennart Skoglund (Stockholm, 1929. december 24. – Stockholm, 1975. július 8.) svéd válogatott labdarúgó.
A svéd válogatott tagjaként részt vett az 1950-es és az 1958-as világbajnokságon.

## Sikerei, díjai

### Klub
- AIK Fotboll
  - Svéd kupa: 1950
- Internazionale
  - Olasz első osztály bajnoka: 1952-53, 1953-54